# Adetus punctiger
Adetus punctiger es una especie de escarabajo del género Adetus, familia Cerambycidae. Fue descrita científicamente por Pascoe en 1866.
Habita en Colombia. Los machos y las hembras miden aproximadamente 7 mm.